# Henri Jacques Guillaume Clarke
Henri-Jacques-Guillaume Clarke, hrabě d'Hunebourg, vévoda de Feltre (17. října 1765 Landrecies, provincie Hainaut (dnes Belgie) – 28. října 1818 Paříž) byl francouzský generál a státník irského původu, maršál a pair Francie.

## Život
Clarke absolvoval válečnou školu v Paříži a vstoupil do služby v armádě roku 1782, jako podporučík jízdního pluku de Berwick. Roku 1784 byl kapitánem a roku 1792 šéfem eskadrony. Po bitvě u Landau roku 1793 byl povýšen na brigádního generála. Velel poté předvoji rýnské armády a tam byl i šéfem štábu. Roku 1795 byl ale zbaven velení a vyšetřován pro podezřelé styky - krátce byl i zatčen.
Po propuštění žil v Alsasku, ale brzy byl Carnotem aktivován a jmenován šéfem topografické kanceláře ministerstva války, následně direktoriem povýšen na divizního generála a pověřován tajnými misemi do Vídně a poté do Itálie, kde měl kontrolovat loajalitu Bonapartovu. Oba muži si ale porozuměli a Clarke odesílal zprávy jen takové, které Bonaparte četl a schválil. Nakonec byl Clarke pověřen posláním do Sardinie k uzavření spojenectví.
Po 18. brumaire (9. listopad 1799) jmenoval jej první konsul opět šéfem topografické kanceláře ministerstva války, pověřil jen velením posádky v Lunéville během mírového kongresu a i výměnou válečných zajatců s Ruskem v Lille. V letech 1801-1803 byl Clarke vyslancem Francie ve Florencii na dvoře krále Etrurie Ludvíka I. Byl též jmenován do Státní rady a stal se Bonapartovým sekretářem pro otázky vojenské a námořní. V tažení roku 1805 byl pověřován diplomatickými úkoly a nakonec se stal guvernérem Vídně. Roku 1806 byl guvernérem Erfurtu a později Berlína. V roce 1807 se stal ministrem války. Tuto funkci vykonával velmi obratně a obětavě, ale s bezohlednou tvrdostí. Organizace odražení vylodění Angličanů na poloostrově Walcheren mu přineslo roku 1809 titul vévoda z Feltre, přičemž byl v tu dobu již nositelem titulu hrabě z Hunebourgu.
Při Napoleonově pádu přešel na stranu restaurace. Hlasoval pro sesazení císaře, za což byl Ludvíkem XVIII. jmenován pairem a v době Napoleonova vylodění v zálivu Juan byl ve funkci ministra války, kde vystřídal Soulta. Spolu s králem uprchl do Gentu a byl pověřen poselstvím do Velké Británie. Po návratu během druhé restaurace vystřídal Gouviona Saint-Cyr ve funkci ministra války. Jako ministr prosadil protibonapartistické čistky v armádě a bývalé kolegy tvrdě pronásledoval. Roku 1816 byl Bourbony odměněn hodností maršála Francie. Roku 1817 byl odvolán z ministerské funkce a brzy nato zemřel.
Napoleon jej charakterizoval slovy “Clarke est un vilain homme“ (Clarke je hanebný člověk).[zdroj?]